# New Australia
New Australia o Nueva Australia fu una colonia utopica socialista fondata in Paraguay dal New Australia Movement, un gruppo guidato dal giornalista britannico emigrato in Australia William Lane.

## Storia
La colonia fu fondata ufficialmente il 28 settembre 1893 da 238 persone, comprese donne e bambini.

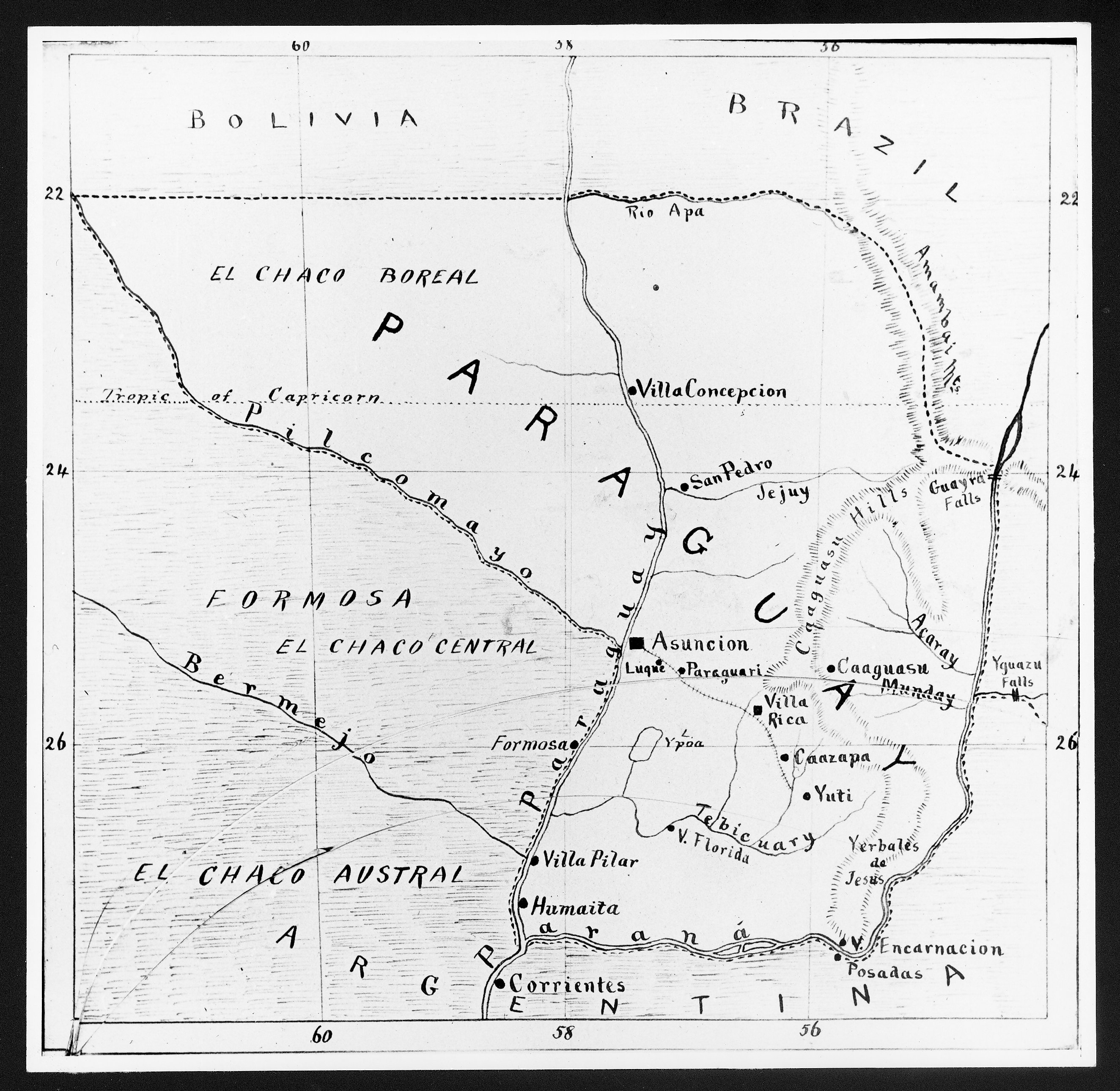
Mappa del Paraguay disegnata da John Lane, fratello di William Lane

La New Australia Co-operative Settlement Association, conosciuta più semplicemente come New Australia Movement, fu fondata nel 1892 da William Lane in seguito al fallito sciopero dei tosatori di pecore avvenuto l'anno precedente. Precedentemente Lane era stato una figura di spicco del sindacalismo australiano ed aveva fondato a Brisbane un giornale, il Worker, finanziato dall'Australian Labour Federation.
La scelta del posto in cui fondare la colonia cadde sul Paraguay, che all'epoca concedeva ampie agevolazioni ai lavoratori provenienti dall'estero, tanto che nello stesso periodo anche dalla Germania giunsero numerosi coloni a fondare nuove comunità. Lane riuscì a reclutare alcune centinaia di persone; le prime 220 partirono da Sydney il 16 luglio 1893 a bordo della nave Royal Tar. Sbarcati a Montevideo l'11 settembre raggiunsero alla fine del mese il luogo loro assegnato dal presidente del Paraguay, dove fondarono la loro colonia.

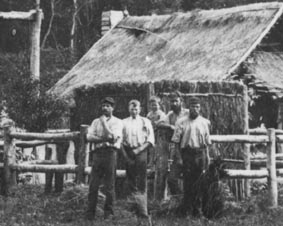
New Australia

Il secondo contingente, composto da 250 persone, partì dal porto di Adelaide il 31 dicembre dello stesso anno. Al loro arrivo nella colonia si trovarono però subito di fronte a numerosi problemi: le divisioni intestine e le trasgressioni alle rigide regole imposte da Lane (che prevedevano tra l'altro il divieto assoluto di bere alcoolici o di fraternizzare con la popolazione locale) avevano già portato al collasso la comunità.
Il 7 luglio 1894 Lane, alla guida di 63 persone rimastegli fedeli, abbandonò la colonia per fondare 72 km più a sud una nuova comunità chiamata Cosme; anche questa esperienza fallì, la colonia non raggiunse mai l'autosufficienza e il giornalista britannico lasciò definitivamente il Paraguay il 1º agosto 1899.
Molti di coloro che avevano preso parte all'esperienza tornarono in Australia o emigrarono in Gran Bretagna; alcuni rimasero in Paraguay, dove oggi si contano circa 2.000 discendenti dai coloni australiani.
Colonia Nueva Australia è ora una frazione (compañia) del distretto di Nueva Londres, nel Dipartimento di Caaguazú, località anch'essa fondata dai discendenti dei coloni australiani.